# Dohrniphora recurvata
Dohrniphora recurvata är en tvåvingeart som beskrevs av Borgmeier 1960. Dohrniphora recurvata ingår i släktet Dohrniphora och familjen puckelflugor. Inga underarter finns listade i Catalogue of Life.